# 谭翼
譚翼（？—1402年），字南宿，江西南安府大庾縣人，明朝政治人物。

## 生平
洪武十七年（1384年）甲子科應天鄉試舉人，十八年（1385年）乙丑科三甲第十六名進士。授龍溪縣丞，疏論時政提及諸藩王，謫戍南寧府，建文元年（1399年）起為龍溪縣知縣，三年（1401年）升兵部郎中，四年（1402年）燕王朱棣攻破應天府後（壬午之難）赴火而亡，妻鄒氏、子譚仕謹均自縊而亡。